# Charles Doe
Charles Webster Doe, Jr. (ur. 4 września 1898 w San Francisco, zm. 19 listopada 1995 w Walnut Creek) – amerykański sportowiec, olimpijczyk, zdobywca złotych medali w rugby union na igrzyskach w Antwerpii 1920 i w Paryżu 1924.

## Życiorys

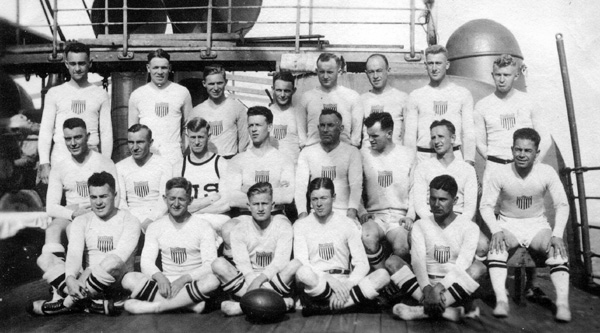
Olimpijska drużyna USA z 1920 roku

Charles Webster Doe był potomkiem starej osadniczej rodziny z Nowej Anglii. Był jednym z pięciorga dzieci Charlesa Webstera i Laury Doe. Ukończył Lowell High School, a następnie studiował na Stanford University. Podczas studiów reprezentował barwy Stanford Cardinal w rugby union, koszykówce oraz futbolu amerykańskim, a po ich ukończeniu związał się z Olympic Club.
Podczas I wojny światowej przez sześć miesięcy był kierowcą ambulansu na froncie włoskim.
Z reprezentacją Stanów Zjednoczonych dwukrotnie uczestniczył w igrzyskach olimpijskich. W turnieju rugby union na Letnich Igrzyskach Olimpijskich 1920 złożona w większości ze studentów uniwersytetów Santa Clara, Berkeley i Stanford amerykańska drużyna pokonała faworyzowanych Francuzów 8–0 w spotkaniu rozegranym 5 września 1920 roku na Stadionie Olimpijskim. Jako że był to jedyny mecz rozegrany podczas tych zawodów, oznaczało to zdobycie złotego medalu przez zawodników z Ameryki Północnej. Wziął również udział w turnieju rugby union na Letnich Igrzyskach Olimpijskich 1924. Wystąpił w obu meczach tych zawodów, w których Amerykanie na Stade de Colombes pokonali 11 maja Rumunię 37–0, a tydzień później Francję 17–3. Wygrywając oba pojedynki Amerykanie zwyciężyli w turnieju zdobywając tym samym złote medale igrzysk.
W reprezentacji USA w latach 1920–1924 rozegrał łącznie 4 spotkania zdobywając 15 punkty. Prócz trzech meczów w turniejach olimpijskich zagrał także przeciw Francuzom 10 października 1920 roku.
Ożenił się z Miriam Ebright 9 grudnia 1925 roku, z tego związku urodziło się troje dzieci: Charles Webster, Robin i Abigail. Pracował w firmie ojca, w branży drzewnej.
Wraz z pozostałymi amerykańskimi złotymi medalistami w rugby union został w 2012 roku przyjęty do IRB Hall of Fame.